# Pháp điển Dân sự
Pháp điển Dân sự (Corpus Juris Civilis) hay còn gọi là Bộ luật Justinianus là tên gọi hiện đại của một tập hợp các công trình soạn thảo tư pháp, được ban bố từ năm 529 tới 534 theo lệnh của Hoàng đế Đông La Mã Justinianus I. Đương thời đây được xem như bộ luật hoàn chỉnh của hệ thống luật pháp Đông Rôma, mặc dù thực tế về sau Justinianus có ban hành thêm một số luật khác mà ngày nay đôi khi được xem là phần mở rộng của bộ luật này.
Công trình được biên soạn dưới sự giám sát của Tribonianus, một viên chức triều đình, ông này lén sửa những điều luật được coi là bất lợi với các nguyên lão thời bấy giờ. Luật được viết bằng tiếng Latin bấy giờ vẫn còn là ngôn ngữ hành chính ở Đông La Mã. Pháp điển Dân sự là phần chính của Luật La Mã và là nguồn ảnh hưởng quan trọng tới hệ thống luật dân sự các nước châu Âu cho tới ngày nay. Nó cũng ảnh hưởng tới luật lệ Giáo hội Công giáo và ít nhiều tới luật tục châu Âu.

### Toàn văn trong tiếng Latin
- Corpus Iuris Civilis Mommsen and Krueger edition; photographically reproduced
- Corpus Iuris Civilis Lion, Hugues de la Porte, 1558-1560: photographically reproduced
  - Digestum vetus
  - Infortiatum
  - Digestum novum
  - Codex
  - Volumen parvum
- The Roman Law Library Lưu trữ ngày 31 tháng 8 năm 2012 tại Wayback Machine

### Bản dịch tiếng Anh
- The Civil Law